# Malin Tillmar
 Malin Maria Pettersson Tillmar, född 1973 i Linköping, är en svensk företagsekonom och professor, verksam vid Linnéuniversitetet i Växjö och Kalmar.
Tillmar är utbildad civilekonom och ekonomie magister vid Linköpings Universitet (1992-1997). Hon disputerade i företagsekonomi vid Linköpings universitet 2002, på en avhandling om förutsättningarna för tillit och samarbete mellan småföretag i Sverige och Tanzania. Mellan licentiatexamen och doktorsexamen arbetade Tillmar även med  biståndsfrågor i Tanzania  i ett  Sida-projekt.
Mellan 2002 och 2007 var Tillmar verksam vid dåvarande Arbetslivsinstitutet med frågor kring entreprenörskap i och genom offentlig sektor. Under denna period arbetade hon nära professor Elisabeth Sundin.  Hon var verksam vid Linköpings Universitet fram till 2019, först som universitetslektor och forskare i företagsekonomi med inriktning mot organisationsteori. 2008 utnämndes hon till docent i företagsekonomi och 2009 blev hon biträdande enhetschef vid den multidisciplinära forskningscentrumet Helix VINN Excellence Centre vid Linköpings Universitet. År 2016 installerades Tillmar som professor i företagsekonomi vid Linköpings universitet och året efter som professor i entreprenörskap vid Linnéuniversitetet där hon även utsågs till forskningsledare inom kunskapsplattformen entreprenörskap och social förändring.

## Forskningsinriktning
Tillmars forskning behandlar entreprenörskaps- och organisationsfrågor i vid mening. Hon har bland annat studerat förutsättningar för entreprenörskap i olika typer av organisationer och sammanhang. Utmärkande för Tillmars forskning är att hon synliggör och skapar  förståelse för entreprenörskap som ligger i tiden, men som inte uppmärksammas i gängse forskning. , Bland Tillmars forskning kan i synnerhet nämnas hennes forskning inom entreprenörskapets roll för landsbygdsutveckling, genus och kvinnors företagande, sektorsöverskridande entreprenörskap samt civilsamhällets entreprenörskap, entreprenörskap i utvecklingsländer med fokus på Östafrika socialt entreprenörskap samt offentligt entreprenörskap. 
Hon har dessutom gjort bidrag och utvecklat den interaktiva forskningen och bidragit till att introducera och utveckla etnografiska metoder inom företagsekonomin i allmänhet och entreprenörskap i synnerhet.
Tillmar har publicerat ett stort antal vetenskapliga verk. Hon har även arbetat aktivt tillsammans med såväl företag, offentlig organisationer som ideella organisationer i anknytning till sin forskning, ofta i form av interaktiv forskning i samverkan med det omgivande samhället.